# Flüelapasset
Flüelapass är ett bergspass i Schweiz. Det ligger i distriktet Prättigau/Davos distrikt och kantonen Graubünden, i den östra delen av landet. Flüelapass ligger 2 383 meter över havet.
Flüelapass ligger mellan Schwarzhorn, 3 146 meter över havet, och Flüela Wisshorn, 3 085 meter över havet. Huvudväg nummer 28 leder över Flüelapass och sammanbinder Davos med Susch.
Trakten runt Flüelapass består i huvudsak av gräsmarker och alpin tundra. Runt Flüelapass är det mycket glesbefolkat, med 4 invånare per kvadratkilometer.